# ادری جاکومینی
ادری جاکومینی (فرانسوی: Audrey Giacomini‎؛ زادهٔ ۲۰ ژانویهٔ ۱۹۸۶) هنرپیشه و مانکن (فرد) ویتنامی تبار اهل کشور فرانسه است. وی از سال ۱۹۹۰ میلادی تاکنون مشغول فعالیت بوده‌است. بیشتر شهرت وی به خاطر بازی در فیلم سینمایی آقای نوبادی (آقای هیچکس) محصول سال ۲۰۰۹ است. از فیلم‌هایی که وی در آنها نقش داشته‌است می‌توان به ۲۴ روز اشاره کرد.